# Magyarország a 2022-es úszó-világbajnokságon
Magyarország a  Budapesten megrendezendő 2022-es úszó-világbajnokság egyik részt vevő nemzete volt.

## Versenyzők száma
| Sportág, szakág  | Magyar résztvevő | Magyar résztvevő | Magyar résztvevő |
| Sportág, szakág  | Férfi            | Nő               | Össz.            |
| Úszás            | 14               | 17               | 31               |
| Műugrás          | 0                | 2                | 2                |
| Nyílt vízi úszás | 4                | 3                | 6                |
| Szinkronúszás    | 0                | 11               | 11               |
| Vízilabda        | 13               | 13               | 26               |
| Összesen         | 30               | 46               | 76               |

1. ↑  Kalmár Ákos úszásban és nyílt vízi úszásban is indul.

## Érmesek
| Érem      | Versenyző | Versenyszám                     | Dátum      |
| --------- | --- | ------------------------------- | ---------- |
| Aranyérem | Milák Kristóf | Férfi 200 m pillangó            | június 21. |
| Aranyérem | Milák Kristóf | Férfi 100 m pillangó            | június 24. |
| Ezüstérem | Rohács Réka Olasz Anna Betlehem Dávid Rasovszky Kristóf | Csapat nyílt vízi úszás         | június 26. |
| Ezüstérem | Magyar női vízilabda-válogatott Gangl Edina Szilágyi Dorottya Vályi Vanda Gurisatti Gréta Máté Zsuzsanna Parkes Rebecca Géraldine Mahieu Keszthelyi Rita Leimeter Dóra Rybanska Natasa Faragó Kamilla Garda Krisztina Magyari Alda | női vízilabda                   | július 2.  |
| Bronzérem | Gálicz Péter | Férfi 25 km-es nyílt vízi úszás | június 30. |

## Úszás
Férfi
| Versenyző                                                   | Versenyszám     | Előfutam     | Előfutam     | Előfutam     | Elődöntő    | Elődöntő | Elődöntő | Döntő      | Döntő     |
| Versenyző                                                   | Versenyszám     | Idő          | Hely.        | Össz.        | Idő         | Hely.    | Össz.    | Idő        | Helyezés  |
| ----------------------------------------------------------- | --------------- | ------------ | ------------ | ------------ | ----------- | -------- | -------- | ---------- | --------- |
| Szabó Szebasztián                                           | 50 m gyors      | 21,99        | 4.           | 12.          | 21,81       | 4.       | 7.       | 21,60      | 4.        |
| Szabó Szebasztián                                           | 100 m gyors     | 48,47        | 5.           | 13.          | 48,19       | 6.       | 12.      | kiesett    | kiesett   |
| Szabó Szebasztián                                           | 50 m pillangó   | 23,11        | 2.           | 8.           | 22,91       | 3.       | 5.       | 23,01      | 6.        |
| Szabó Szebasztián                                           | 100 m pillangó  | visszalépett | visszalépett | visszalépett | kiesett     | kiesett  | kiesett  | kiesett    | kiesett   |
| Németh Nándor                                               | 100 m gyors     | 48,33        | 5.           | 9.           | 47,96 47,69 | 2. 1.    | =8. 8.   | 48,13      | 6.        |
| Németh Nándor                                               | 200 m gyors     | 1:47,71      | 5.           | 19.          | kiesett     | kiesett  | kiesett  | kiesett    | kiesett   |
| Milák Kristóf                                               | 100 m pillangó  | 50,68        | 1.           | 1.           | 50,14       | 1.       | 1.       | 50,14      | Aranyérem |
| Milák Kristóf                                               | 200 m pillangó  | 1:54,10      | 1.           | 1.           | 1:52,39     | 1.       | 1.       | 1:50,34 WR | Aranyérem |
| Kenderesi Tamás                                             | 200 m pillangó  | 1:56,09      | 4.           | 8.           | 1:54,79     | 3.       | 6.       | 1:55,20    | 6.        |
| Kalmár Ákos                                                 | 800 m gyors     | 8:06,67      | 4.           | 21.          |             |          |          | kiesett    | kiesett   |
| Kalmár Ákos                                                 | 1500 m gyors    | 15:21,44     | 3.           | 17.          |             |          |          | kiesett    | kiesett   |
| Bohus Richárd                                               | 50 m hát        | 25,47        | 7.           | 21.          | kiesett     | kiesett  | kiesett  | kiesett    | kiesett   |
| Szentes Bence                                               | 50 m hát        | 25,62        | 7.           | 24.          | kiesett     | kiesett  | kiesett  | kiesett    | kiesett   |
| Kovács Benedek Bendegúz                                     | 100 m hát       | 54,47        | 8.           | 19.          | kiesett     | kiesett  | kiesett  | kiesett    | kiesett   |
| Kovács Benedek Bendegúz                                     | 200 m hát       | 1:57,88      | 4.           | 8.           | 1:57,12     | 4.       | 8.       | 1:58,52    | 8.        |
| Telegdy Ádám                                                | 200 m hát       | 1:57,82      | 2.           | 7.           | 1:56,80     | 3.       | 5.       | 1:56,91    | 6.        |
| Gál Olivér                                                  | 50 m mell       | 28,26        | 8.           | 28.          | kiesett     | kiesett  | kiesett  | kiesett    | kiesett   |
| Takács Tamás                                                | 100 m mell      | 1:01,86      | 8.           | 28.          | kiesett     | kiesett  | kiesett  | kiesett    | kiesett   |
| Török Dominik Márk                                          | 200 m vegyes    | 1:59,41      | 4.           | 13.          | 2:00,71     | 7.       | 15.      | kiesett    | kiesett   |
| Kós Hubert                                                  | 200 m vegyes    | 1:58,47      | 2.           | 6.           | 1:57,23     | 3.       | 5.       | 1:57,26    | 6.        |
| Kós Hubert                                                  | 400 m vegyes    | 4:15,44      | 7.           | 12.          |             |          |          | kiesett    | kiesett   |
| Holló Balázs                                                | 400 m vegyes    | 4:10,87      | 4.           | 5.           |             |          |          | 4:15,17    | 8.        |
| Németh Nándor Szabó Szebasztián Bohus Richárd Milák Kristóf | 4 × 100 m gyors | 3:12,38      | 3.           | 3.           |             |          |          | 3:11,24    | 5.        |
| Márton Richárd Németh Nándor Holló Balázs Milák Kristóf     | 4 × 200 m gyors | 7:07,46      | 1.           | 3.           |             |          |          | 7:06,27    | 5.        |

Női
| Versenyző                                                                 | Versenyszám     | Előfutam     | Előfutam     | Előfutam     | Elődöntő | Elődöntő | Elődöntő | Döntő   | Döntő    |
| Versenyző                                                                 | Versenyszám     | Idő          | Hely.        | Össz.        | Idő      | Hely.    | Össz.    | Idő     | Helyezés |
| ------------------------------------------------------------------------- | --------------- | ------------ | ------------ | ------------ | -------- | -------- | -------- | ------- | -------- |
| Senánszky Petra                                                           | 50 m gyors      | 25,24        | 4.           | 14.          | 24,95    | 6.       | 11.      | kiesett | kiesett  |
| Gyurinovics Fanni                                                         | 100 m gyors     | 54,97        | 8.           | 19.          | kiesett  | kiesett  | kiesett  | kiesett | kiesett  |
| Pádár Nikolett                                                            | 200 m gyors     | 1:58,90      | 7.           | 18.          | kiesett  | kiesett  | kiesett  | kiesett | kiesett  |
| Fábián Bettina                                                            | 400 m gyors     | 4:14,06      | 10.          | 22.          |          |          |          | kiesett | kiesett  |
| Késely Ajna                                                               | 400 m gyors     | 4:09,09      | 6.           | 12.          |          |          |          | kiesett | kiesett  |
| Késely Ajna                                                               | 800 m gyors     | 8:38,64      | 7.           | 12.          |          |          |          | kiesett | kiesett  |
| Mihályvári-Farkas Viktória                                                | 1500 m gyors    | 16:26,21     | 6.           | 12.          |          |          |          | kiesett | kiesett  |
| Mihályvári-Farkas Viktória                                                | 400 m vegyes    | 4:41,16      | 4.           | 9.           |          |          |          | kiesett | kiesett  |
| Komoróczy Lora Fanni                                                      | 50 m hát        | 28,49        | 6.           | 17.          | kiesett  | kiesett  | kiesett  | kiesett | kiesett  |
| Burián Katalin                                                            | 100 m hát       | 1:01,26      | 6.           | 19.          | kiesett  | kiesett  | kiesett  | kiesett | kiesett  |
| Burián Katalin                                                            | 200 m hát       | 2:11,47      | 2.           | 9.           | 2:10,07  | 5.       | 8.       | 2:10,37 | 8.       |
| Molnár Dóra                                                               | 200 m hát       | 2:10,88      | 3.           | 7.           | 2:09,94  | 4.       | 7.       | 2:10,08 | 7.       |
| Sztankovics Anna                                                          | 50 m mell       | 31,31        | 6.           | 19.          | kiesett  | kiesett  | kiesett  | kiesett | kiesett  |
| Halmai Petra                                                              | 100 m mell      | 1:11,09      | 9.           | 36.          | kiesett  | kiesett  | kiesett  | kiesett | kiesett  |
| Békési Eszter                                                             | 200 m mell      | 2:27,95      | 5.           | 16.          | 2:28,17  | 8.       | 16.      | kiesett | kiesett  |
| Varga Dominika                                                            | 50 m pillangó   | 26,91        | 6.           | 24.          | kiesett  | kiesett  | kiesett  | kiesett | kiesett  |
| Sebestyén Dalma                                                           | 100 m pillangó  | visszalépett | visszalépett | visszalépett | kiesett  | kiesett  | kiesett  | kiesett | kiesett  |
| Sebestyén Dalma                                                           | 200 m vegyes    | 2:13,13      | 5.           | 15.          | 2:13,09  | 8.       | 14.      | kiesett | kiesett  |
| Kapás Boglárka                                                            | 200 m pillangó  | 2:09,24      | 3.           | 7.           | 2:07,89  | 3.       | 8.       | 2:08,12 | 7.       |
| Hosszú Katinka                                                            | 200 m pillangó  | 2:11,22      | 6.           | 14.          | 2:10,64  | 7.       | 13.      | kiesett | kiesett  |
| Hosszú Katinka                                                            | 200 m vegyes    | 2:11,77      | 3.           | 11.          | 2:10,72  | 5.       | 8.       | 2:11,37 | 7.       |
| Hosszú Katinka                                                            | 400 m vegyes    | 4:39,15      | 1.           | 5.           |          |          |          | 4:37,89 | 4.       |
| Pádár Nikolett Gyurinovics Fanni Senánszky Petra Molnár Dóra              | 4 × 100 m gyors | 3:39,04      | 4.           | 8.           |          |          |          | 3:38,20 | 8.       |
| Pádár Nikolett Molnár Dóra Késely Ajna Kapás Boglárka (Jakabos Zsuzsanna) | 4 × 200 m gyors | 7:56,52      | 3.           | 5.           |          |          |          | 7:57,90 | 5.       |

## Nyílt vízi úszás
Férfi
| Versenyző         | Versenyszám | Idő       | Helyezés  |
| ----------------- | ----------- | --------- | --------- |
| Rasovszky Kristóf | 5 km        | 54:28,3   | 9.        |
| Rasovszky Kristóf | 10 km       | feladta   | feladta   |
| Betlehem Dávid    | 5 km        | 54:22,0   | 7.        |
| Betlehem Dávid    | 10 km       | 1:51:29,8 | 5.        |
| Gálicz Péter      | 25 km       | 5:02:35,4 | Bronzérem |
| Kalmár Ákos       | 25 km       | 5:03:52,1 | 8.        |

Női
| Versenyző     | Versenyszám | Idő       | Helyezés |
| ------------- | ----------- | --------- | -------- |
| Olasz Anna    | 10 km       | 2:02:39,1 | 6.       |
| Rohács Réka   | 5 km        | 1:00:51,5 | 15.      |
| Rohács Réka   | 25 km       | 5:26:28,6 | 8.       |
| Balogh Vivien | 5 km        | 1:00:59,2 | 24.      |
| Balogh Vivien | 10 km       | 2:03:07,8 | 17.      |

Váltó
| Versenyző                                               | Versenyszám | Idő     | Helyezés  |
| ------------------------------------------------------- | ----------- | ------- | --------- |
| Rohács Réka Olasz Anna Betlehem Dávid Rasovszky Kristóf | Váltó       | 1:04,43 | Ezüstérem |

## Műugrás
Női
| Versenyző      | Versenyszám | Selejtező | Selejtező | Elődöntő | Elődöntő | Döntő   | Döntő    |
| Versenyző      | Versenyszám | Pont      | Hely.     | Pont     | Hely.    | Pont    | Helyezés |
| -------------- | ----------- | --------- | --------- | -------- | -------- | ------- | -------- |
| Mosena Estilla | 1 m műugrás | 194,15    | 37.       |          |          | kiesett | kiesett  |
| Mosena Estilla | 3 m műugrás | 244,80    | 21.       | kiesett  | kiesett  | kiesett | kiesett  |
| Veisz Emma     | 1 m műugrás | 187,50    | 40.       |          |          | kiesett | kiesett  |
| Veisz Emma     | 3 m műugrás | 179,95    | 37.       | kiesett  | kiesett  | kiesett | kiesett  |

## Szinkronúszás
| Versenyző | Versenyszám           | Selejtező | Selejtező | Döntő   | Döntő   |
| Versenyző | Versenyszám           | Pont      | Hely      | Pont    | Hely    |
| --- | --------------------- | --------- | --------- | ------- | ------- |
| Hungler Szabina | Egyéni szabad program | 75,8867   | 17.       | kiesett | kiesett |
| Gács Boglárka Farkas Dóra Linda | Páros rövid program   | 75,4002   | 19.       | kiesett | kiesett |
| Apáthy Anna Barta Niké Farkas Dóra Linda Gács Boglárka Götz Lilien Hatala Hanna Hungler Szabina Regényi Adelin Szakáll Panna Taksonyi Blanka | Kombinációs kűr       | 78,7333   | =8.       | 80,4667 | 8.      |
| Apáthy Anna Barta Niké Farkas Dóra Linda Gács Boglárka Götz Lilien Hatala Hanna Hungler Szabina                                              | Csapat rövid program  | 75,6519   | 14.       | kiesett | kiesett |
| Apáthy Anna Barta Niké Farkas Dóra Linda Gács Boglárka Götz Lilien Hatala Hanna Hungler Szabina Regényi Adelin Szórát Léna Taksonyi Blanka   | Highlight kűr         | 78,5000   | 11.       | 79,0667 | 11.     |

## Vízilabda
Férfi
Märcz Tamás, a magyar férfi vízilabda-válogatott szövetségi kapitánya 2022. június 15-én hirdette ki a vb-keretet.
A magyar férfi vízilabda-válogatott kerete:
| Magyar férfi vízilabdacsapat-játékoskeret | Magyar férfi vízilabdacsapat-játékoskeret | Magyar férfi vízilabdacsapat-játékoskeret | Magyar férfi vízilabdacsapat-játékoskeret | Magyar férfi vízilabdacsapat-játékoskeret | Magyar férfi vízilabdacsapat-játékoskeret | Magyar férfi vízilabdacsapat-játékoskeret |
|                                           | Név                                       | Poszt                                     | Klub                                      | Magasság (cm)                             | Súly (kg)                                 | Kor (2022. június 21. szerint)            |
| ----------------------------------------- | ----------------------------------------- | ----------------------------------------- | ----------------------------------------- | ----------------------------------------- | ----------------------------------------- | ----------------------------------------- |
| 1                                         | Lévai Márton                              | K                                         | OSC                                       | 195                                       |                                           | 1992. április 29. (30 évesen)             |
| 2                                         | Angyal Dániel                             | B                                         | Szolnoki VSC                              | 203                                       | 108                                       | 1992. március 29. (30 évesen)             |
| 3                                         | Manhercz Krisztián                        | BSz                                       | OSC                                       | 192                                       | 87                                        | 1997. február 6. (25 évesen)              |
| 4                                         | Pohl Zoltán                               | B                                         | Ferencvárosi TC                           | 194                                       | 98                                        | 1995. március 27. (27 évesen)             |
| 5                                         | Vámos Márton                              | JSz                                       | Ferencvárosi TC                           | 203                                       | 106                                       | 1992. június 24. (29 évesen)              |
| 6                                         | Mezei Tamás                               | C                                         | Vasas                                     | 197                                       | 108                                       | 1990. szeptember 14. (31 évesen)          |
| 7                                         | Zalánki Gergő                             | JSz                                       | Pro Recco                                 | 193                                       | 90                                        | 1995. február 26. (27 évesen)             |
| 8                                         | Burián Gergely                            | JSz                                       | OSC                                       |                                           |                                           | 1998. március 12. (24 évesen)             |
| 9                                         | Nagy Ádám                                 | B                                         | Szolnoki VSC                              |                                           |                                           | 1998. május 19. (24 évesen)               |
| 10                                        | Varga Dénes                               | BSz                                       | Ferencvárosi TC                           | 193                                       | 97                                        | 1987. március 29. (35 évesen)             |
| 11                                        | Jansik Szilárd                            | BSz                                       | Ferencvárosi TC                           |                                           |                                           | 1994. április 6. (28 évesen)              |
| 12                                        | Hárai Balázs                              | C                                         | OSC                                       | 202                                       | 101                                       | 1987. április 5. (35 évesen)              |
| 13                                        | Vogel Soma                                | K                                         | Ferencvárosi TC                           | 198                                       | 76                                        | 1997. július 7. (24 évesen)               |
| Szövetségi kapitány: Märcz Tamás          |                                           |                                           |                                           |                                           |                                           |                                           |

Csoportkör
A csoport
| Hely. | Csapat           | M | Gy | D | V | G+ | G– | Gk  | P | Továbbjutás                   |
| ----- | ---------------- | - | -- | - | - | -- | -- | --- | - | ----------------------------- |
| 1.    | Magyarország (R) | 3 | 3  | 0 | 0 | 50 | 28 | +22 | 6 | Továbbjutott a negyeddöntőbe  |
| 2.    | Montenegró       | 3 | 2  | 0 | 1 | 38 | 26 | +12 | 4 | Továbbjutott a nyolcaddöntőbe |
| 3.    | Grúzia           | 3 | 1  | 0 | 2 | 37 | 38 | −1  | 2 | Továbbjutott a nyolcaddöntőbe |
| 4.    | Brazília         | 3 | 0  | 0 | 3 | 21 | 54 | −33 | 0 |                               |

| 2022. június 21. 21:00 | Montenegró           | 8–12        | Magyarország | Hajós Alfréd Nemzeti Sportuszoda, Budapest Játékvezetők: Michael Goldenberg (USA), Frank Ohme (GER) |
| 2022. június 21. 21:00 | (3–3, 1–3, 2–3, 2–3) |             |              | Hajós Alfréd Nemzeti Sportuszoda, Budapest Játékvezetők: Michael Goldenberg (USA), Frank Ohme (GER) |
| 2022. június 21. 21:00 | Petković 4           | Jegyzőkönyv | Zalánki 4    | Hajós Alfréd Nemzeti Sportuszoda, Budapest Játékvezetők: Michael Goldenberg (USA), Frank Ohme (GER) |

| 2022. június 23. 21:00 | Magyarország         | 20–6        | Brazília | Hajós Alfréd Nemzeti Sportuszoda, Budapest Játékvezetők: Andrew Carney (AUS), Frank Ohme (GER) |
| 2022. június 23. 21:00 | (7–1, 4–2, 3–1, 6–2) |             |          | Hajós Alfréd Nemzeti Sportuszoda, Budapest Játékvezetők: Andrew Carney (AUS), Frank Ohme (GER) |
| 2022. június 23. 21:00 | három játékos 3      | Jegyzőkönyv | Real 2   | Hajós Alfréd Nemzeti Sportuszoda, Budapest Játékvezetők: Andrew Carney (AUS), Frank Ohme (GER) |

| 2022. június 25. 21:00 | Magyarország         | 18–14       | Grúzia                    | Hajós Alfréd Nemzeti Sportuszoda, Budapest Játékvezetők: Dion Willis (RSA), Pascal Bouchez (FRA) |
| 2022. június 25. 21:00 | (3–3, 7–3, 4–5, 4–3) |             |                           | Hajós Alfréd Nemzeti Sportuszoda, Budapest Játékvezetők: Dion Willis (RSA), Pascal Bouchez (FRA) |
| 2022. június 25. 21:00 | Manhercz, Zalánki 4  | Jegyzőkönyv | Shushiashvili, Vapenski 3 | Hajós Alfréd Nemzeti Sportuszoda, Budapest Játékvezetők: Dion Willis (RSA), Pascal Bouchez (FRA) |

Negyeddöntő
| 2022. június 29. 21:00 | Magyarország         | 10–11       | Olaszország | Hajós Alfréd Nemzeti Sportuszoda, Budapest Játékvezetők: Boris Margeta (SLO), David Gómez (ESP) |
| 2022. június 29. 21:00 | (3–2, 2–4, 1–2, 4–3) |             |             | Hajós Alfréd Nemzeti Sportuszoda, Budapest Játékvezetők: Boris Margeta (SLO), David Gómez (ESP) |
| 2022. június 29. 21:00 | Vámos 3              | Jegyzőkönyv | Di Fulvio 4 | Hajós Alfréd Nemzeti Sportuszoda, Budapest Játékvezetők: Boris Margeta (SLO), David Gómez (ESP) |

Az 5–8. helyért
| 2022. július 1. 21:00 | Magyarország         | 11–11       | Egyesült Államok | Hajós Alfréd Nemzeti Sportuszoda, Budapest Játékvezetők: Maro Savinović (CRO), Raffaele Colombo (ITA) |
| 2022. július 1. 21:00 | (4–3, 2–2, 2–3, 3–3) |             |                  | Hajós Alfréd Nemzeti Sportuszoda, Budapest Játékvezetők: Maro Savinović (CRO), Raffaele Colombo (ITA) |
| 2022. július 1. 21:00 | Manhercz, Nagy 3     | Jegyzőkönyv | Daube 3          | Hajós Alfréd Nemzeti Sportuszoda, Budapest Játékvezetők: Maro Savinović (CRO), Raffaele Colombo (ITA) |
| 2022. július 1. 21:00 | Büntetőpárbaj:       |             |                  | Hajós Alfréd Nemzeti Sportuszoda, Budapest Játékvezetők: Maro Savinović (CRO), Raffaele Colombo (ITA) |
| 2022. július 1. 21:00 | 4–5                  |             |                  | Hajós Alfréd Nemzeti Sportuszoda, Budapest Játékvezetők: Maro Savinović (CRO), Raffaele Colombo (ITA) |

A 7. helyért
| 2022. július 3. 13:00 | Magyarország         | 8–6         | Montenegró      | Hajós Alfréd Nemzeti Sportuszoda, Budapest Játékvezetők: Levan Bertishvili (GEO), David Gómez (ESP) |
| 2022. július 3. 13:00 | (1–0, 4–2, 2–1, 1–3) |             |                 | Hajós Alfréd Nemzeti Sportuszoda, Budapest Játékvezetők: Levan Bertishvili (GEO), David Gómez (ESP) |
| 2022. július 3. 13:00 | Nagy, Zalánki 2      | Jegyzőkönyv | három játékos 2 | Hajós Alfréd Nemzeti Sportuszoda, Budapest Játékvezetők: Levan Bertishvili (GEO), David Gómez (ESP) |

| Csapat       | Helyezés |
| ------------ | -------- |
| Magyarország | 7.       |

Női
Bíró Attila, a magyar női vízilabda-válogatott szövetségi kapitánya 2022. június 16-án hirdette ki a vb-keretet.
A magyar női vízilabda-válogatott kerete:
| Magyar női vízilabdacsapat-játékoskeret | Magyar női vízilabdacsapat-játékoskeret | Magyar női vízilabdacsapat-játékoskeret | Magyar női vízilabdacsapat-játékoskeret | Magyar női vízilabdacsapat-játékoskeret | Magyar női vízilabdacsapat-játékoskeret | Magyar női vízilabdacsapat-játékoskeret |
|                                         | Név                                     | Poszt                                   | Klub                                    | Magasság (cm)                           | Súly (kg)                               | Kor (2022. június 20. szerint)          |
| --------------------------------------- | --------------------------------------- | --------------------------------------- | --------------------------------------- | --------------------------------------- | --------------------------------------- | --------------------------------------- |
| 1                                       | Gangl Edina                             | K                                       | Glifádasz                               | 181                                     | 67                                      | 1990. június 25. (31 évesen)            |
| 2                                       | Szilágyi Dorottya                       | BSz                                     | Dunaújvárosi FVE                        | 181                                     | 68                                      | 1996. november 10. (25 évesen)          |
| 3                                       | Vályi Vanda                             | JSZ                                     | Ferencvárosi TC                         | 181                                     | 65                                      | 1999. augusztus 13. (22 évesen)         |
| 4                                       | Gurisatti Gréta                         | BSz                                     | Dunaújvárosi FVE                        | 176                                     | 73                                      | 1996. május 14. (26 évesen)             |
| 5                                       | Máté Zsuzsanna                          | B                                       | Ferencvárosi TC                         |                                         |                                         | 1996. szeptember 1. (25 évesen)         |
| 6                                       | Parkes Rebecca                          | C                                       | Ethnikósz                               | 182                                     | 80                                      | 1994. augusztus 16. (27 évesen)         |
| 7                                       | Géraldine Mahieu                        | C                                       | Dunaújvárosi FVE                        |                                         |                                         | 1993. szeptember 15. (28 évesen)        |
| 8                                       | Keszthelyi Rita                         | BSz                                     | UVSE                                    | 178                                     | 68                                      | 1991. december 10. (30 évesen)          |
| 9                                       | Leimeter Dóra                           | JSZ                                     | BVSC                                    | 175                                     | 77                                      | 1996. május 8. (26 évesen)              |
| 10                                      | Rybanska Natasa                         | B                                       | UVSE                                    | 190                                     | 85                                      | 2000. április 10. (22 évesen)           |
| 11                                      | Faragó Kamilla                          | JSZ                                     | UVSE                                    | 169                                     | 68                                      | 2000. november 22. (21 évesen)          |
| 12                                      | Garda Krisztina                         | JSZ                                     | Dunaújvárosi FVE                        |                                         |                                         | 1994. július 16. (27 évesen)            |
| 13                                      | Magyari Alda                            | K                                       | UVSE                                    |                                         |                                         | 2000. október 19. (21 évesen)           |
| Szövetségi kapitány: Bíró Attila        |                                         |                                         |                                         |                                         |                                         |                                         |

Csoportkör
A csoport
| Hely. | Csapat           | M | Gy | D | V | G+ | G– | Gk  | P | Továbbjutás                   |
| ----- | ---------------- | - | -- | - | - | -- | -- | --- | - | ----------------------------- |
| 1.    | Olaszország      | 3 | 2  | 1 | 0 | 48 | 21 | +27 | 5 | Továbbjutott a negyeddöntőbe  |
| 2.    | Magyarország (R) | 3 | 2  | 0 | 1 | 55 | 21 | +34 | 4 | Továbbjutott a nyolcaddöntőbe |
| 3.    | Kanada           | 3 | 1  | 1 | 1 | 36 | 20 | +16 | 3 | Továbbjutott a nyolcaddöntőbe |
| 4.    | Kolumbia         | 3 | 0  | 0 | 3 | 11 | 88 | −77 | 0 |                               |

| 2022. június 20. 21:00 | Magyarország          | 35–4        | Kolumbia  | Hajós Alfréd Nemzeti Sportuszoda, Budapest Játékvezetők: Pascal Bouchez (FRA), Maro Savinović (CRO) |
| 2022. június 20. 21:00 | (8–2, 12–0, 7–0, 8–2) |             |           | Hajós Alfréd Nemzeti Sportuszoda, Budapest Játékvezetők: Pascal Bouchez (FRA), Maro Savinović (CRO) |
| 2022. június 20. 21:00 | Rybanska 6            | Jegyzőkönyv | Vanegas 2 | Hajós Alfréd Nemzeti Sportuszoda, Budapest Játékvezetők: Pascal Bouchez (FRA), Maro Savinović (CRO) |

| 2022. június 22. 21:00 | Olaszország          | 10–9        | Magyarország | Hajós Alfréd Nemzeti Sportuszoda, Budapest Játékvezetők: Boris Margeta (SLO), Andrew Carney (AUS) |
| 2022. június 22. 21:00 | (3–4, 2–2, 3–1, 2–2) |             |              | Hajós Alfréd Nemzeti Sportuszoda, Budapest Játékvezetők: Boris Margeta (SLO), Andrew Carney (AUS) |
| 2022. június 22. 21:00 | Avegno, Marletta 2   | Jegyzőkönyv | Parkes 3     | Hajós Alfréd Nemzeti Sportuszoda, Budapest Játékvezetők: Boris Margeta (SLO), Andrew Carney (AUS) |

| 2022. június 24. 21:00 | Magyarország         | 11–7        | Kanada     | Hajós Alfréd Nemzeti Sportuszoda, Budapest Játékvezetők: Michiel Zwart (NED), Frank Ohme (GER) |
| 2022. június 24. 21:00 | (2–1, 3–3, 4–0, 2–3) |             |            | Hajós Alfréd Nemzeti Sportuszoda, Budapest Játékvezetők: Michiel Zwart (NED), Frank Ohme (GER) |
| 2022. június 24. 21:00 | Keszthelyi 3         | Jegyzőkönyv | McKelvey 3 | Hajós Alfréd Nemzeti Sportuszoda, Budapest Játékvezetők: Michiel Zwart (NED), Frank Ohme (GER) |

Nyolcaddöntő
| 2022. június 26. 18:30 | Magyarország         | 23–6        | Argentína | Hajós Alfréd Nemzeti Sportuszoda, Budapest Játékvezetők: Dion Willis (RSA), Maro Savinović (CRO) |
| 2022. június 26. 18:30 | (4–0, 7–2, 6–3, 6–1) |             |           | Hajós Alfréd Nemzeti Sportuszoda, Budapest Játékvezetők: Dion Willis (RSA), Maro Savinović (CRO) |
| 2022. június 26. 18:30 | Gurisatti 5          | Jegyzőkönyv | Leonard 3 | Hajós Alfréd Nemzeti Sportuszoda, Budapest Játékvezetők: Dion Willis (RSA), Maro Savinović (CRO) |

Negyeddöntő
| 2022. június 28. 21:00 | Ausztrália           | 6–7         | Magyarország | Hajós Alfréd Nemzeti Sportuszoda, Budapest Játékvezetők: Michael Goldenberg (USA), Raffaele Colombo (ITA) |
| 2022. június 28. 21:00 | (3–2, 0–1, 0–2, 3–2) |             |              | Hajós Alfréd Nemzeti Sportuszoda, Budapest Játékvezetők: Michael Goldenberg (USA), Raffaele Colombo (ITA) |
| 2022. június 28. 21:00 | Halligan 3           | Jegyzőkönyv | Keszthelyi 3 | Hajós Alfréd Nemzeti Sportuszoda, Budapest Játékvezetők: Michael Goldenberg (USA), Raffaele Colombo (ITA) |

Elődöntő
| 2022. június 30. 21:00 | Magyarország         | 13–12       | Hollandia       | Hajós Alfréd Nemzeti Sportuszoda, Budapest Játékvezetők: Maro Savinović (CRO), Frank Ohme (GER) |
| 2022. június 30. 21:00 | (2–3, 4–3, 5–4, 2–2) |             |                 | Hajós Alfréd Nemzeti Sportuszoda, Budapest Játékvezetők: Maro Savinović (CRO), Frank Ohme (GER) |
| 2022. június 30. 21:00 | Leimeter 4           | Jegyzőkönyv | Van de Kraats 5 | Hajós Alfréd Nemzeti Sportuszoda, Budapest Játékvezetők: Maro Savinović (CRO), Frank Ohme (GER) |

Döntő
| 2022. július 2. 20:00 | Egyesült Államok     | 9–7         | Magyarország | Hajós Alfréd Nemzeti Sportuszoda, Budapest Játékvezetők: Boris Margeta (SLO), Frank Ohme (GER) |
| 2022. július 2. 20:00 | (2–1, 2–2, 3–1, 2–3) |             |              | Hajós Alfréd Nemzeti Sportuszoda, Budapest Játékvezetők: Boris Margeta (SLO), Frank Ohme (GER) |
| 2022. július 2. 20:00 | Musselman 5          | Jegyzőkönyv | Gurisatti 3  | Hajós Alfréd Nemzeti Sportuszoda, Budapest Játékvezetők: Boris Margeta (SLO), Frank Ohme (GER) |

| Csapat       | Helyezés  |
| ------------ | --------- |
| Magyarország | Ezüstérem |